# Rhyacophila tosagan
Rhyacophila tosagan är en nattsländeart som beskrevs av Malicky och Chantaramongkol 1993. Rhyacophila tosagan ingår i släktet Rhyacophila och familjen rovnattsländor. Inga underarter finns listade i Catalogue of Life.